# 13037 Potosi
A 13037 Potosi (ideiglenes jelöléssel 1990 EN3) a Naprendszer kisbolygóövében található aszteroida. Eric Walter Elst fedezte fel 1990. március 2-án.